# Šķēde
Šķēde es una localidad ubicada en los suburbios de la ciudad costera de Liepāja, en Letonia.
Šķēde era la cooperativa más grande del país en la época de la República Socialista Soviética de Letonia.
Durante la ocupación de Letonia por la Alemania nazi, parte de las masacres de Liepāja se llevaron a cabo en lo que fue un antiguo campo de entrenamiento para el ejército letón.

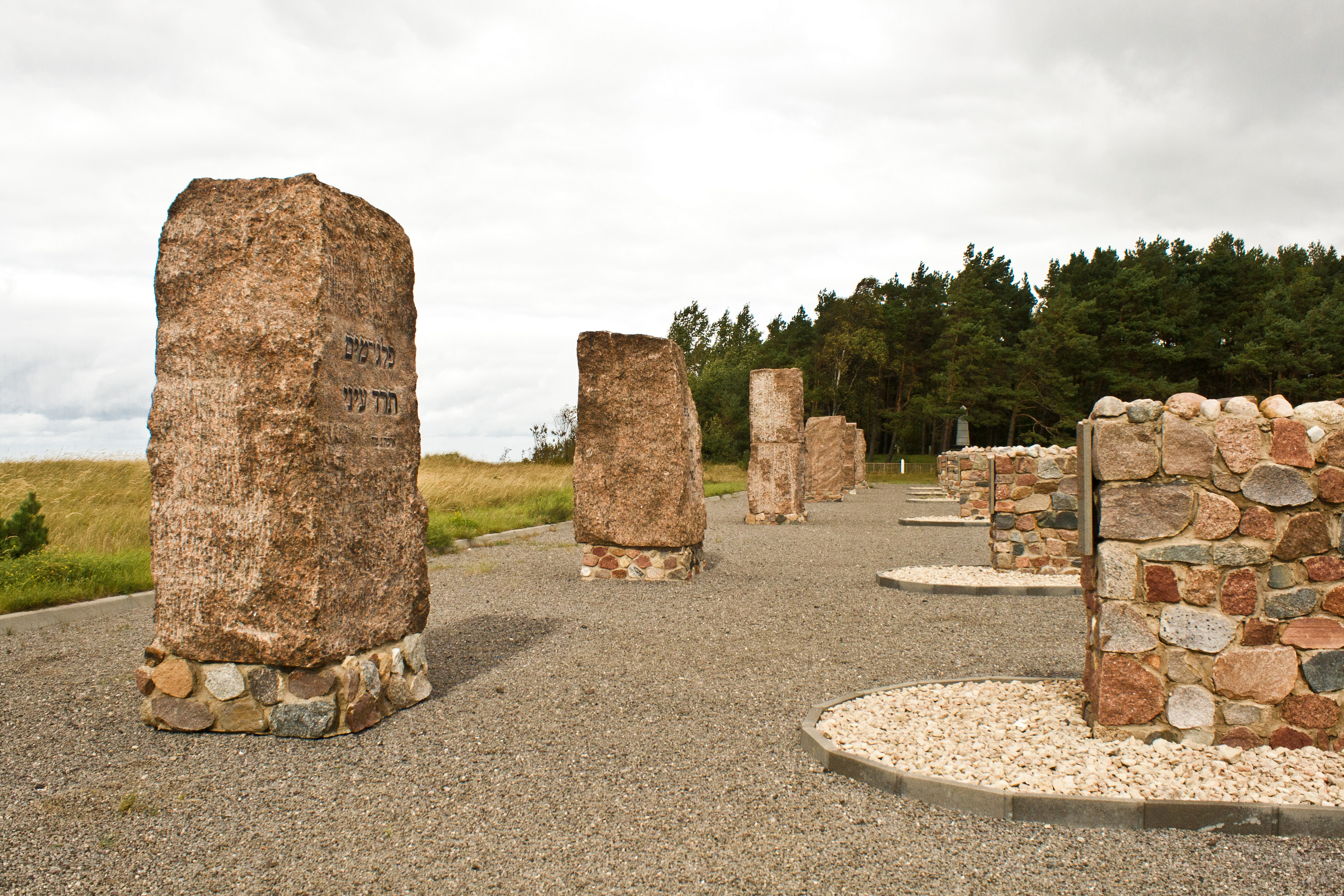
Monumento.

La masacre tuvo lugar durante tres días, del 15 al 17 de diciembre de 1941. Durante esta misma, 2.731 judíos y 23 comunistas fueron asesinados en las dunas de la playa por unidades de Einsatzgruppe A, Sicherheitsdienst y Ordnungspolizei. Con la ayuda de la policía letona y las milicias.
Las unidades Wehrmacht y Kriegsmarine también participaron en el asesinato en masa ordenado por las SS Fritz Dietrich, el jefe de policía en Liepaja.